# Ottavio Dazzan
Ottavio Dazzan (ur. 2 stycznia 1958 w Quilmes, zm. 16 stycznia 2024) – włoski kolarz torowy pochodzenia argentyńskiego, sześciokrotny medalista torowych mistrzostw świata.

## Kariera
Pierwszy sukces w karierze Ottavio Dazzan osiągnął w 1975 roku, kiedy zdobył złoty medal w sprincie indywidualnym na mistrzostwach świata juniorów. W tym samym roku zdobył srebrny medal w sprincie na igrzyskach panamerykańskich w Meksyku (reprezentował wówczas Argentynę). Na rozgrywanych w 1980 roku igrzyskach olimpijskich w Moskwie w tej samej konkurencji zajął ósmą pozycję, a kolejne trzy lata później, podczas mistrzostw świata w Zurychu był trzeci. Na szwajcarskich mistrzostwach wyprzedzili go tylko Kōichi Nakano z Japonii oraz Yavé Cahard z Francji. Najbardziej udaną imprezą Dazzana były mistrzostwa świata w Barcelonie w 1984 roku, gdzie był drugi w swej koronnej konkurencji oraz w keirinie. Dwa medale wywalczył także rok później, na mistrzostwach w Bassano: w keirinie był drugi za Ursem Freulerem ze Szwajcarii, a w sprincie lepsi byli dwaj Japończycy: Kōichi Nakano i Yoshiyuki Matsueda. Ostatnie trofeum zdobył w 1988 roku - na mistrzostwach świata w Gandawie zajął drugie miejsce w keirinie, ustępując tylko swemu rodakowi Claudio Golinellemu.